# مهرجان حياة بيت لحم الثقافي
مهرجان حياة بيت لحم الثقافي مهرجان ثقافي يُقام سنويا في مدينة بيت لحم بالضفة الغربية لفلسطين، ويستمر لمدة أربعة أيام.

## لمحة تاريخية
أقيمت فعاليات مهرجان حياة بيت لحم الثقافي للمرة الأولى في صيف عام 2013 على يد سامي عوض صاحب مؤسسة هولي لاند تراست بهدف إعادة الحياة إلى شارع النجمة الموجود في البلدة القديمة في بيت لحم، والذي يعد أحد أقدم الشوارع التجارية الموجودة في بيت لحم وطريق الحج التقليدي للمسيحيين المتجهين إلى كنيسة المهد، بعدما عانت مدينة بيت لحم من تراجع حاد في نشاط السياحة والأعمال في أعقاب الانتفاضة الفلسطينية الثانية التي اندلعت عام 2001 مما أجبر العديد من المحلات التجارية في الشارع على الإغلاق. ومنذ ذلك الحين يقام المهرجان بشكل سنوي وتتولى تنظيمه مؤسسة هولي لاند تراست، وهي منظمة فلسطينية غير ربحية يقع مقرها في مدينة بيت لحم. اجتذب المهرجان منذ عام 2019 وحتى الآن ما يزيد عن 25000 ضيف محلي ودولي جاءوا إلى بيت لحم لحضور ورش العمل الجماعية ومتابعة الفنون والموسيقى والطعام. كان من أبرز الفنانين العالميين الذين شاركوا في مهرجان حياة بيت لحم ماركوس مومفورد ووينستون مارشال، وبيث رولي، وكال لافيل.

## الفعاليات
تستمر فعاليات المهرجان على مدى أربعة أيام متتالية وتتضمن عددًا من الأنشطة الفنية والثقافية للكبار والصغر مثل العروض الموسيقية والعروض المسرحية والورش الإبداعية واللقاءات الثقافية إلى جانب عرض العديد من المنتجات الفلسطينية والحرفية بهدف ترويج وتسويق المنتجات المحلية.